# Хальк-эль-Уэд

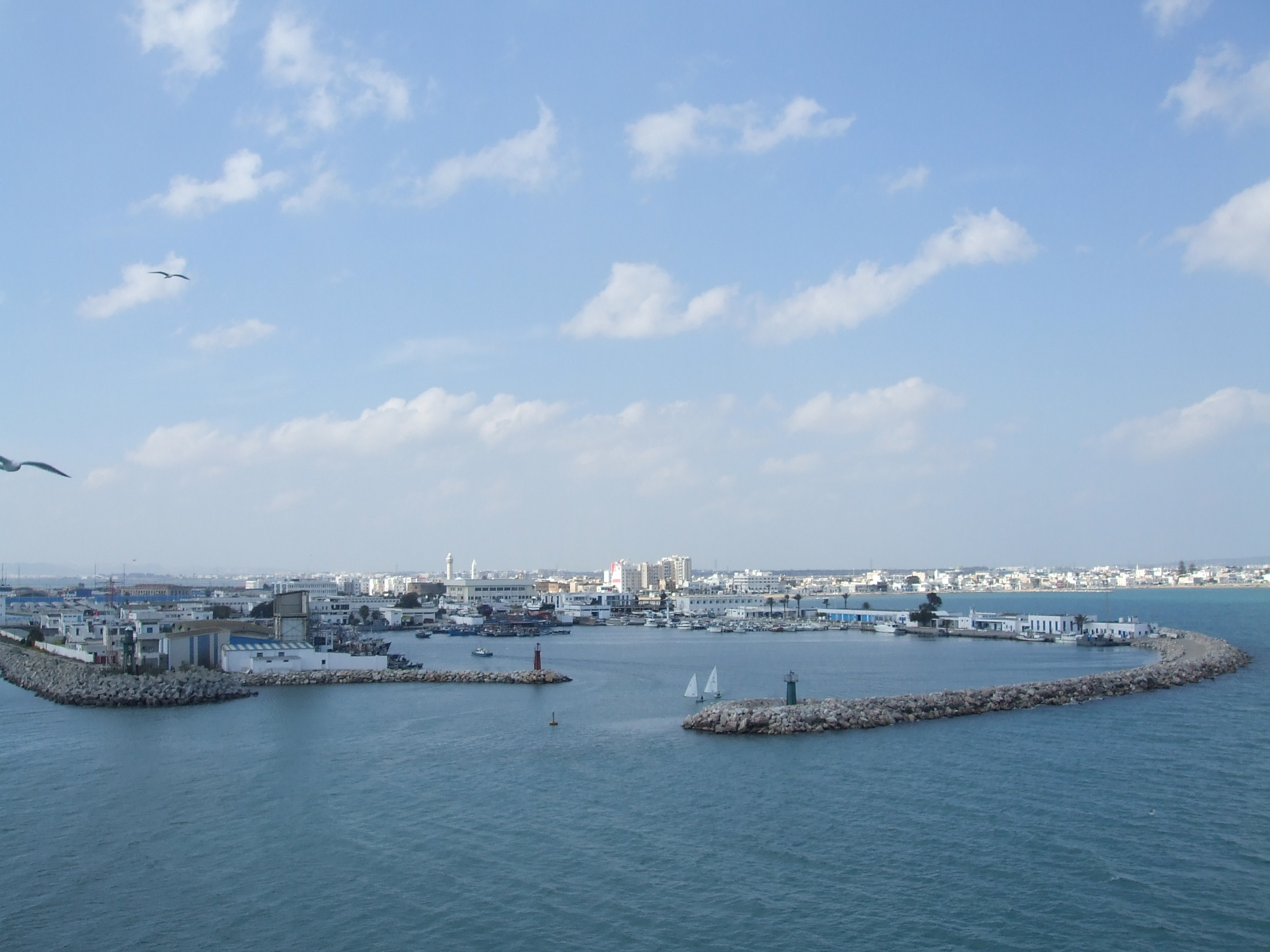
В гавани Ла-Гулета

Хальк-эль-Уэд (Ла-Гулет) (в прошлом Ла-Гулет или Голетта) — город и порт тунисской столицы на Средиземном море. Административно как муниципалитет входит в вилайет Тунис.
Соединён с Тунисом 11-километровым каналом и железнодорожной линией. Стоит на песчаной косе, отделяющей Тунисский залив от Тунисского озера. Через Ла-Гулет проходит значительный процент тунисского экспорта и импорта, здесь же базируется рыболовецкий флот.
Голетта была заложена в 1535 году императором Карлом V как испанская цитадель на северном побережье Африки. Голетта и прилегающая к ней территория управлялись Испанией в 1535—1574 годах, то есть во времена расцвета испанской колониальной империи. В переводе с французского и испанского её название означает «горло» (то есть устье канала). В 1574 г. взята османами (во главе флота был Улудж Али, во главе сухопутной армии — Коджа Синан-паша, который получил прозвище «завоеватель Туниса»).
В 1881 году, как и весь Тунис, Ла-Гулет вошёл в состав французской колониальной империи — несмотря на протесты Италии, имевшей в Тунисе свои колониальные интересы и значительное число итальянских колонистов. При французах (1881—1956) в Ла-Гулете поселилось много европейцев; в этом городе родилась актриса Клаудиа Кардинале. После обретения независимости практически всё европейское население эмигрировало в Италию и Францию.